# Squash
Squash is een racketspel dat door twee personen in een gesloten ruimte wordt gespeeld en een klein beetje vergelijkbaar is met het tennisspel, althans in zoverre dat de spelers hier niet tegenover elkaar staan maar naast elkaar en gebruik kunnen maken van muren. Er is dan ook geen net gespannen en de (zachte) bal wordt steeds tegen de tegenoverliggende wand gespeeld.

## Beschrijving van het spel

### Speelveld
De ruimte waar squash in gespeeld wordt heeft een vloeroppervlakte van 6,40 bij 9,75 meter en is volledig door muren omgeven. Meestal is de achtermuur van glas. Er zijn diverse lijnen op de muren getekend. Bij de spelregels staat een beschrijving van de betekenis van deze lijnen.

### Squashracket
Het aanbod van squashrackets is groot. Ze zijn verkrijgbaar in verschillende uitvoeringen, materialen en prijsklassen. Een belangrijke factor in de keuze van het racket is het gewicht. Een zwaarder squashracket geeft meer kracht en een lichter squashracket geeft de speler meer controle over het racket. De meeste squashrackets zijn gemaakt van aluminium, titanium, koolstofvezel of een mix hiervan. Aluminium rackets wegen het meest, titanium weegt veel minder. Koolstofvezel weegt het minst en geeft de grootste controle over de balans van het racket en is tevens het sterkst. Verder is een verdeling van het gewicht belangrijk: meer gewicht in het blad van het racket geeft meer kracht.

### Ballen

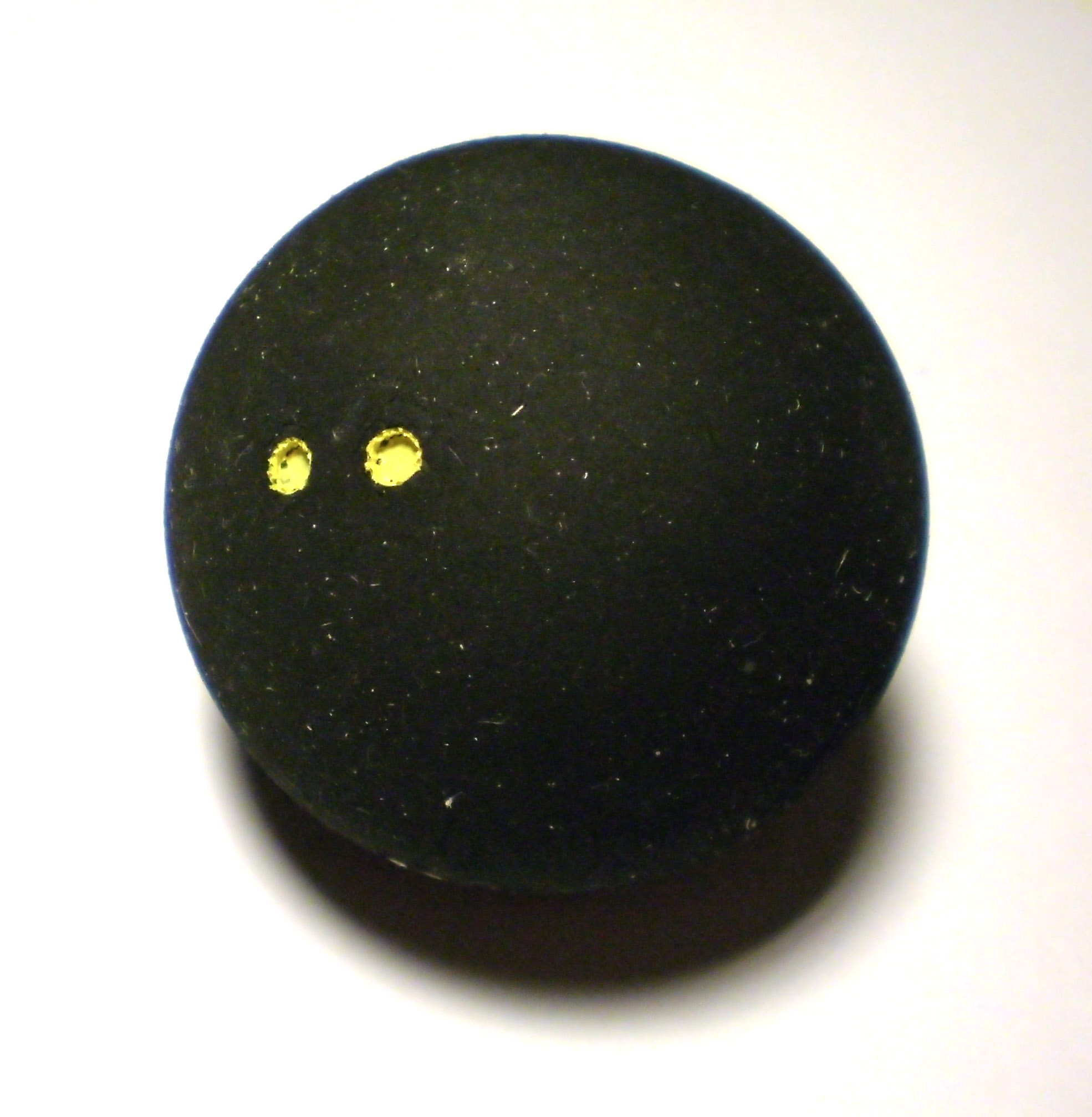
Pro bal

Er zijn verschillende soorten squashballen waarmee gespeeld kan worden. Het verschil zit in de grootte van de bal maar voornamelijk in hoe goed de bal stuitert. Er zijn meerdere sportmerken die squashballen aanbieden, maar deze gebruiken niet allemaal dezelfde standaard voor het onderscheiden van de verschillende soorten ballen. De meest voorkomende squashbal is van het merk Dunlop. Er wordt onderscheid gemaakt tussen de volgende soorten ballen:
- Pro, zwarte bal met 2 gele stippen. Dit is de officiële bal van de World Squash Federation (WSF), Professional Squash Association (PSA) en de Women’s International Squash Players Association (WISPA). Dit is de bal die in alle internationale squashcompetities gebruikt wordt. Op volledige glazen banen (glass coarts) wordt in officiële wedstrijden meestal met een witte bal gespeeld vanwege de betere zichtbaarheid. Deze bal heeft dezelfde eigenschappen als de zwarte bal met 2 gele stippen.
- Competition, zwarte bal met 1 gele stip. Deze bal heeft dezelfde afmetingen als de officiële wedstrijdbal (Pro), alleen stuitert deze bal 10% meer.
- Progress, zwarte bal zonder stip (of zwarte bal met rode stip). Deze bal is 6% groter dan de officiële wedstrijdbal en stuitert 20% meer.
- Max, blauwe bal zonder stip (of zwarte bal met blauwe stip). Deze bal is 12% groter dan de officiële wedstrijdbal en stuitert 40% meer.
- Play, oranje bal onder stip. Deze bal is bedoeld voor kids van 7 tot 10 jaar. De bal heeft een diameter van 50 mm. Het is een langzame bal met een hoge stuit.
- Fun, rode bal zonder stip. Deze bal is bedoeld voor kids van 5 tot 7 jaar. De bal heeft een diameter van 60 mm. Het is een heel langzame bal met een heel hoge stuit.

Voor beginners wordt aanbevolen om de Max of Progress te gebruiken. Dit zijn de snelste ballen die het meest stuiteren. Voor gevorderden is de Competition of de wedstrijdbal (Pro) bedoeld. Dit zijn de traagste ballen en ze stuiteren het minst.

### Puntentelling
Sinds 1 april 2009 geldt het huidige puntentellingsysteem, het "par-11" systeem. In elke rally wordt een punt gescoord, ongeacht of die gemaakt wordt door de serveerder of door de ontvanger. Wie het eerst 11 punten scoort met twee punten verschil, wint de game en wie het eerst drie games wint, wint de wedstrijd. Dit puntentellingsysteem is door het WSF (World Squash Federation) ingevoerd om lange wedstrijden te voorkomen en de status van olympische discipline te verkrijgen. Eerder gold een puntentelling waarbij alleen de serveerder een punt kon scoren. Als de ontvanger de rally won, mocht hij vervolgens gaan serveren en proberen een punt te scoren. Degene die het eerst 9 punten scoorde won de game. Bij een gelijke stand mocht de ontvanger kiezen om tot 9 of tot 10 punten te spelen. Een spel liep over meerdere, meestal twee ('best of three') of drie ('best of five'), gewonnen games.

### Service en spel
Bij het begin van elke servicebeurt, of bij de start van een nieuwe game, mag de serveerder het serveervak kiezen. De serveerder wordt bij de eerste game door middel van tossen bepaald. Voor de daaropvolgende games geldt dat de speler die de voorafgaande game heeft gewonnen als eerste mag serveren. De eerste servicebeurt mag de serveerder kiezen uit welk servicevak hij serveert. Na het winnen van de rally moet de serveerder vanuit het andere servicevak serveren. Dit gaat door totdat de serveerder een rally verliest. Dan mag de andere speler kiezen waar zijn/haar servicebeurt begint. Bij het serveren moet de serveerder met minstens 1 voet in het serveervak staan (met deze voet mogen de lijnen van het servicevak niet geraakt worden, de voet moet binnen de lijnen zijn). De bal moet zo gespeeld worden dat deze rechtstreeks de voormuur raakt tussen de servicelijn (middelste rode lijn) en de bovenste uitlijn. Daarna moet de bal, al dan niet via een zijmuur/achtermuur, in de helft van de tegenstander terechtkomen, achter de rode dwarslijn (lijn over de breedte). Er mag zowel bovenhands als onderhands worden geserveerd. Er bestaat niet zoals bij tennis een herkansing voor een foute service. De service gaat direct over naar de andere speler.
Voordat de bal teruggeslagen wordt, mag deze eenmaal de grond raken. De bal moet na de slag, al dan niet via de zijmuren/achtermuur, de voorwand raken tussen de onderste (tin) en bovenste rode lijn, zonder eerst de grond te raken. In tegenstelling tot veel andere sporten mag de bal de lijn niet raken. Het raken van de lijn wordt als fout gerekend.

### Variant
Squash kan ook met 3 of 4 spelers gespeeld worden. 
Met 4 personen speel je 2 tegen 2, dit is het zogenoemde dubbelspel, waarin beide spelers van een team een helft dekken, of ook nog de tactiek een speler voorin en een speler achterin. Met 3 personen speel je 2 tegen 1; het team van 2 spelers speelt zoals in het dubbelspel, iedere speler dekt een helft. 
Met 3 of 4 personen wordt het risico op ongelukken groter, daarom wordt vaak gespeeld met de extra regel dat je de bal niet cross-court naar de andere kant mag spelen, hier staan namelijk 1 of 2 spelers en een let/stroke is bijna onvermijdelijk. Om het spel te verplaatsen naar de andere kant van de court gebruik je normaliter een boast.

## Squashjargon
- Hand-out: servicewissel
- Boast: bal geslagen via de zijmuur richting de voormuur
- Drive: lange bal zo dicht mogelijk geslagen langs de zijmuur.
- Let: overspelen van een punt (vaak in verband met de veiligheid)
- No let: een speler vraagt voor een let, maar krijgt er geen, want meestal is de bal buiten bereik etc.
- Stroke: Punt toegekend doordat de tegenstander verhindert (door bijvoorbeeld in de weg te staan) een winnende bal te slaan.
- Point-a-Rally: een scoremethode waarbij iedere rally een punt inhoudt. Servicewissels (hand-outs) vinden nog wel plaats, maar ook de ontvangende speler krijgt een punt bij de winst in de rally. Dit systeem werd vroeger gespeeld tot 15 punten, maar in de PSA wordt nu gespeeld met 11 punten per game.
- Nickball: Een bal die exact in de rand tussen de vloer en de staande muur valt, nadat hij via de voormuur is geslagen. De bal zal hierop onmiddellijk gaan rollen en is in de regel een onhoudbare bal (het perfecte punt).
- Blocken: Voor de tegenstander gaan staan in zijn slagbeurt, om hem de slag of doorloop te hinderen, maar niet voldoende om een let of stroke toe te staan.
- Fishing: Het uitlokken van overtredingen door de slag groter te maken, overdreven naar achteren te lopen (en daarbij de tegenstander te blocken).
- Dropshot: Bal die kort wordt geslagen, bij voorkeur vertragend zodat de bal voor in de baan 'neervalt' (to drop down)
- Lob: Bal die hoger op de voormuur wordt gespeeld en een vertragend effect heeft.
- Down: Als de bal onder het onderste rode lijn gaat dan zegt de scheidsrechter 'down'.
- Out: Als de bal boven de bovenste rode lijn is dan is de bal 'out'.
- Not Up: Als de bal twee keer stuitert voordat de tegenstander deze kan spelen.

## Geschiedenis
Over het ontstaan van squash zijn meerdere verhalen in omloop. De meest gehoorde versie is dat squash zou ontstaan zijn rond 1830 op Harrow School. Deze kostschool speelde een zeer belangrijke rol in de verdere ontwikkeling van squash en er zijn in 1864 de eerste squashbanen gebouwd. Met de kolonisatie van landen zoals Egypte en India (inclusief het huidige Pakistan) hebben de Britten de sport over de wereld verspreid. Het is dan ook niet verwonderlijk dat deze landen squashlegendes hebben voortgebracht zoals de Khan-clan.
Sterke squashlanden zijn: Engeland, Australië en in toenemende mate Egypte, Frankrijk en Maleisië. Nederland heeft een aantal goede spelers, bij de vrouwen Milou van der Heijden en Tessa ter Sluis en bij de mannen Sebastiaan Weenink, Piedro Schweertman en Laurens Jan Anjema, zoon van twaalfvoudig nationaal kampioen Robert Anjema.

## Nederlands Kampioenen
Hieronder de Nederlands kampioenen in het enkelspel.
| Jaar    | Heren                        | Dames                                      |
| 1938    | J.M. Fentener van Vlissingen | -                                          |
| 1939    | J.M. Fentener van Vlissingen | -                                          |
|         |                              |                                            |
| 1940    | H. Timmer                    | M. van Laer-Fabius                         |
| 1946    | A.G. Maris                   | T.C. Wierda                                |
| 1947    | A.G. Maris                   | M. van Laer-Fabius                         |
| 1948    | A.G. Maris                   | M. van Laer-Fabius                         |
| 1949    | A.G. Maris                   | H.J. de Stoppelaar Blijdestein-van Romunde |
|         |                              |                                            |
| 1950    | A.G. Maris                   | M.H. van de Giessen-Della Mouton           |
| 1951    | A.G. Maris                   | M. van Laer-Fabius                         |
| 1952    | A.G. Maris                   | J.C.M.L. Jamin                             |
| 1953    | A.G. Maris                   | J.C.M.L. Jamin                             |
| 1954    | A.G. Maris                   | J.C.M.L. Jamin                             |
| 1955    | A.G. Maris                   | J.C.M.L. Jamin                             |
| 1956    | A.G. Maris                   | J.C.M.L. Jamin                             |
| 1957    | A.G. Maris                   | J.C.M.L. Jamin                             |
| 1958    | A.G. Maris                   | J.C.M.L. Jamin                             |
| 1959    | A.G. Maris                   | J.C.M.L. Jamin                             |
|         |                              |                                            |
| 1960    | H.S. v.d. Straaten           | J.C.M.L. Jamin                             |
| 1961    | H.S. v.d. Straaten           | J.C.M.L. Jamin                             |
| 1962    | H.S. v.d. Straaten           | J.C.M.L. Jamin                             |
| 1963    | K.A.H. Herok                 | J.C.M.L. Jamin                             |
| 1964    | K.A.H. Herok                 | J.C.M.L. Jamin                             |
| 1965    | W. van Rooijen               | J.C.M.L. Jamin                             |
| 1966    | W. van Rooijen               | J.C.M.L. Jamin                             |
| 1967    | W. van Rooijen               | J.C.M.L. Jamin                             |
| 1968    | W. van Rooijen               | J.C.M.L. Jamin                             |
| 1969    | K.A.H. Herok                 | A. Bakker                                  |
|         |                              |                                            |
| 1970    | R.J. Anjema                  | J.C.M.L. Jamin                             |
| 1971    | R.J. Anjema                  | A. Bakker                                  |
| 1972    | R.J. Anjema                  | A. Bakker                                  |
| 1973    | R.J. Anjema                  | A. Bakker                                  |
| 1974    | R.J. Anjema                  | A. Bakker                                  |
| 1975    | R.J. Anjema                  | I. Zeevenhooven-Koster                     |
| 1976    | R.J. Anjema                  | A. de Laive-Bakker                         |
| 1977    | R.J. Anjema                  | I. Zeevenhooven-Koster                     |
| 1978    | R.J. Anjema                  | I. Zeevenhooven-Koster                     |
| 1979    | R. Zandvliet                 | I. Zeevenhooven-Koster                     |
|         |                              |                                            |
| 1980    | R.J. Anjema                  | A. de Laive-Bakker                         |
| 1981    | R.J. Anjema                  | I. Zeevenhooven-Koster                     |
| 1982    | R.J. Anjema                  | M. Remijnse                                |
| 1983    | E. van der Pluijm            | M. Remijnse                                |
| 1984    | J. van Wijnen                | B. Hoogendoorn                             |
| 1985    | H. Frieling                  | B. Hoogendoorn                             |
| 1986    | E. van der Pluijm            | B. Hoogendoorn                             |
| 1987    | H. Frieling                  | B. Hoogendoorn                             |
| 1988/89 | E. van der Pluijm            | B. Hoogendoorn                             |
|         |                              |                                            |
| 1990    | R. Scheffer                  | B. Hoogendoorn                             |
| 1991    | R. Scheffer                  | H. van Hoorn                               |
| 1992    | L. Buit                      | N. Beumer                                  |
| 1993    | R. Scheffer                  | H. van Hoorn                               |
| 1994    | L. Buit                      | H. van Hoorn                               |
| 1995    | L. Buit                      | H. van Hoorn                               |
| 1996    | L. Buit                      | V. Atkinson                                |
| 1997    | L. Buit                      | V. Atkinson                                |
| 1998    | L. Buit                      | V. Atkinson                                |
| 1999    | L. Buit                      | V. Atkinson                                |
|         |                              |                                            |
| 2000    | L. Buit                      | V. Atkinson                                |
| 2001    | T. Berden                    | V. Atkinson                                |
| 2002    | L. Buit                      | K. Kronemeyer                              |
| 2003    | T. Berden                    | V. Atkinson                                |
| 2004    | T. Berden                    | A. Naude                                   |
| 2005    | T. Berden                    | V. Atkinson                                |
| 2006    | L.J. Anjema                  | V. Atkinson                                |
| 2007    | L.J. Anjema                  | V. Atkinson                                |
| 2008    | L.J. Anjema                  | A. Naude                                   |
| 2009    | L.J. Anjema                  | V. Atkinson                                |
|         |                              |                                            |
| 2010    | L.J. Anjema                  | V. Atkinson                                |
| 2011    | L.J. Anjema                  | N. Grinham                                 |
| 2012    | L.J. Anjema                  | N. Grinham                                 |
| 2013    | L.J. Anjema                  | N. Grinham                                 |
| 2014    | L.J. Anjema                  | M. van der Heijden                         |
| 2015    | S. Weenink                   | M. van der Heijden                         |
| 2016    | L.J. Anjema                  | N. Grinham                                 |
| 2017    | P. Schweertman               | T. ter Sluis                               |
| 2018    | P. Schweertman               | M. van der Heijden                         |
| 2019    | P. Schweertman               | M. van der Heijden                         |
| 2020    | P. Schweertman               | M. van der Heijden                         |
| 2021    | P. Schweertman               | M. van der Heijden                         |
| 2022    | P. Schweertman               | F. Maas                                    |
| 2023    | P. Schweertman               | F. Maas                                    |
| 2024    | P. Schweertman               | R. Huntelaar                               |
| 2025    | Rowan Damming                | T. ter Sluis                               |

## Squashbanen in Nederland
Hieronder de ontwikkeling van het aantal squashbanen in Nederland volgens het CBS:
| Jaar | Aantal |
| ---- | ------ |
| 1988 | 374    |
| 1991 | 642    |
| 1994 | 1.030  |
| 1997 | 1.325  |
| 2000 | 1.410  |
| 2003 | 1.245  |
| 2006 | 1.115  |
| 2009 | 1.055  |
| 2012 | 940    |
| 2024 | 994    |

De squashgids.nl heeft een overzicht van alle squashbanen van Nederland. Op dit moment, februari 2024, zijn dat er 994 op 277 locaties.